# Nyctiphruretus
Nyctiphruretus (betekent 'Bewaker van de Nacht') is een geslacht van uitgestorven nyctiphruretide parareptielen bekend uit het Guadalupien (Midden-Perm) van Europees Rusland.
Veel fossielen van de typesoort Nyctiphruretus acudens zijn in verschillende groeistadia goed bewaard gebleven in de buurt van de Mezen-rivier in Europees Rusland. Het gebit maakte duidelijk dat Nyctiphruretus een herbivoor was. Op basis van de grote aantallen gevonden individuen en het sediment waarin ze zijn gevonden, lijkt het erop dat hun dieet bestond uit waterplanten. Volwassenen waren gemiddeld zesendertig centimeter lang met een schedel van 4,4 centimeter die verpletterd maar herkenbaar was. 
Nyctiphruretus werd voor het eerst benoemd door Efremov in 1938 en de typesoort is Nyctiphruretus acudens. De geslachtsnaam is afgeleid van het Grieks nyx, 'nacht', en phrouretoor, 'wachter'. De soortaanduiding betekent 'scherptand'. Het holotype is PIN 158/5, een skelet met schedel.
In 2002 werd de tweede soort Nyctiphruretus optabilis benoemd door V. V. Bulanov. De soortaanduiding betekent 'wenselijk'. Het holotype is PIN 4544/4, een enkel onderkaaksbeen, het dentarium, ook uit Rusland, Oost-Europa.
Lee (1997) benoemde een klade Nyctiphruretia voor Nyctiphruretus. Terwijl de familie werd gedefinieerd als monotypisch, werd de orde gedefinieerd om zowel nyctiphruretiden als nycteroleteriden te omvatten. Recente cladistische analyses suggereren echter dat nycteroleteriden in plaats daarvan nauwer verwant zijn aan de Pareiasauria, waardoor Nyctiphruretus het enige geslacht van zijn orde is. In 2014 beschreven en noemden MacDougall & Reisz een tweede geslacht van Nyctiphruretidae, Abyssomedon, uit het Midden-Leonardien van het late Vroeg-Perm van Comanche County. Het bevat als enige soort Abyssomedon williamsi, die de eerste nyctiphruretide vertegenwoordigt die bekend is uit Noord-Amerika, en de oudste soort van de familie.